# 小林三郎 (衆議院議員)

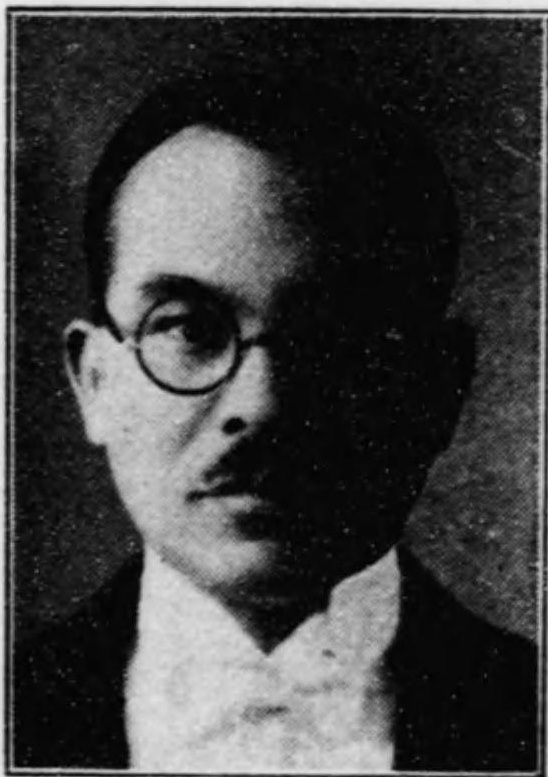
小林三郎

小林 三郎（こばやし さぶろう、1883年（明治16年）12月21日 - 1968年（昭和43年）7月31日）は、大正から昭和期の警察官、実業家、政治家。衆議院議員。

## 経歴
鹿児島県大島郡、のちの天城村（現天城町）で、小林義志孝の二男として生まれた。1913年（大正2年）早稲田大学専門部を卒業し、警視庁に入庁した。
警視庁警部補、二日市警察署（現筑紫野警察署）長、鴻巣警察署長、越谷警察署長、松山警察署（現東松山警察署）長、本庄警察署長、大宮警察署長、熊谷警察署長、府中警察署長、警視庁刑事部捜査課強力犯係長、同特高課労働係長、小石川警察署（現富坂警察署）長、大塚警察署長などを歴任。1929年（昭和4年）鹿児島県庁に転じて大島支庁長に就任し1936年（昭和11年）まで在任した。
1936年2月、第19回衆議院議員総選挙で鹿児島県第3区から中立で出馬して初当選し、1937年（昭和12年）4月の第20回総選挙（鹿児島県第3区、立憲民政党公認）でも再選され、衆議院議員に連続2期在任した。1940年（昭和15年）1月17日、衆議院議員選挙法違反事件について大審院で上告棄却となり有罪判決が確定し衆議院議員を退職した。その後、大阪市に在住した。
実業界では、合資会社堤方製作所顧問、日満印刷取締役社長、武蔵野乗合自動車常務取締役などを務めた。